# Rho2 Arietis
Rho2 Arietis (ρ2 Arietis förkortat Rho2 Ari, ρ2 Ari) är Bayerbeteckning för en ensam stjärna i mellersta delen av stjärnbilden Väduren. Den har en genomsnittlig skenbar magnitud på 5,93 och är svagt synlig för blotta ögat där ljusföroreningar ej förekommer. Baserat på parallaxmätningar inom Hipparcos-uppdraget på 9,3 mas befinner den sig på ett beräknat avstånd av ca 350 ljusår (108 parsek) från solen.

## Egenskaper
Rho2 Arietis är en röd jättestjärna  av spektralklass M6 III  och anses allmänt vara en stjärna på asymptotiska jättegrenen, som har förbrukat dess innehåll av helium i kärnan. Den har en massa som är ca 15 procent större än solens massa, en radie som är ca 14 gånger solens radie och avger ca 2 000 gånger mer energi än solen från dess fotosfär vid en effektiv temperatur på ca 3 300 K.
Rho2 Arietis klassificeras som en halvvariabel stjärna med perioder av 49,9 och 54,8 dygn. Den varierar i skenbar magnitud mellan 5,45 och 6,01 och har stjärnbeteckningen RZ Arietis som variabel.